# 15 (зупинний пункт)
№ 15 — пасажирський зупинний пункт Лиманської дирекції Донецької залізниці на лінії Покровськ — Чаплине.
Розташована поблизу с. Новопідгородне, Синельниківський район, Дніпропетровської області, поблизу кордону з Донецькою областю, між станціями Удачна (6 км) та Межова (14,5 км).

## Рух
На платформі зупиняються приміські електропоїзди.